# 河村純一
河村 純一（かわむら じゅんいち、1953年 - ） は、日本の化学者。元東北大学多元物質科学研究所所長。元固体イオニクス学会会長。

## 人物・経歴
1977年北海道大学理学部化学第2学科卒業。1979年北海道大学大学院理学研究科化学第2専攻修士課程修了。1981年北海道大学大学院理学研究科化学第2専攻博士課程中退、北海道大学理学部化学第2学科助手。1987年北海道大学理学博士。1990年北海道大学理学部化学第2学科講師。1998年リヨン大学客員助教授、東京工業大学応用セラミックス研究所客員講師。2000年東北大学科学計測研究所助教授。2001年東北大学多元物質科学研究所助教授。2004東北大学多元物質科学研究所教授。2016年固体イオニクス学会会長。